# Milda Drüke
Milda Drüke (* 1949 in Höxter) ist  eine deutsche Schriftstellerin und Fotografin. Sie gehört zu den  Vertreterinnen der literarisch ethnologischen Reiseerzählung.

## Leben
Aufgewachsen in Westfalen, nahm sie nach einer kaufmännischen Ausbildung das Angebot einer in Frankfurt am Main lebenden GI-Familie an und folgte ihr in die USA. Drükes Aufgabe war es, die Deutschkenntnisse  der Kinder zu festigen. Mit der dreiköpfigen Familie (der Vater kämpfte in Vietnam) bereiste sie in einem VW-Bus Amerikas Norden. Sie wohnte in  New York City, Ann Arbor und Woodstock und erlebte den Höhepunkt der Hippiebewegung Flowerpower.
Anfang der 1970er Jahre wurde sie Übersetzerin der englischen Sprache, übte  den Beruf aber nicht aus. Als Dokumentarin in einer Bildagentur befasste sie sich zum ersten Mal beruflich mit Fotografie. Sie wechselte zu einem  Werbefotografen und übernahm dessen Studioleitung. 1982  gründete sie die Firma Photo-Management. Aufträge von Werbeagenturen und Fotografen führten  sie als Produktionsleiterin weltweit zu  geeigneten  Plätzen zur Fotografie von Reklamefotos. Sie reiste in die Hauptstädte Europas und der USA, um vorab Castings zu fotografieren, machte Locationsuche und kam auf diese Weise selbst zum Fotografieren. Später investierte sie in ein Schiff und eine Weltumseglung, die 1986 begann und 1990 abgeschlossen war. Die Zeitschrift „Segeln“ veröffentlichte erste Fotoreportagen.
Die Zeitschrift ELLE bat um einen Bericht über das Wiederkommen in Deutschland. Der Journalist und Buchautor Gundolf S. Freyermuth redigierte und ermutigte Drüke weiter zu schreiben. Sie machte ein Praktikum bei marie claire und begann mit dem Schreiben.

## Werke
- Die Gabe der Seenomaden (Bei den Wassermenschen in Südostasien), 2002
- Ratu Pedanda (Reise ins Licht – bei einem Hohepriester auf Bali), 2004
- Solomon Blue (Bei den Inselbewohnern Papua-Neuguineas), 2007
- ROT (Menschen in Kathmandu), 2010